# Zdeňka Švabíková

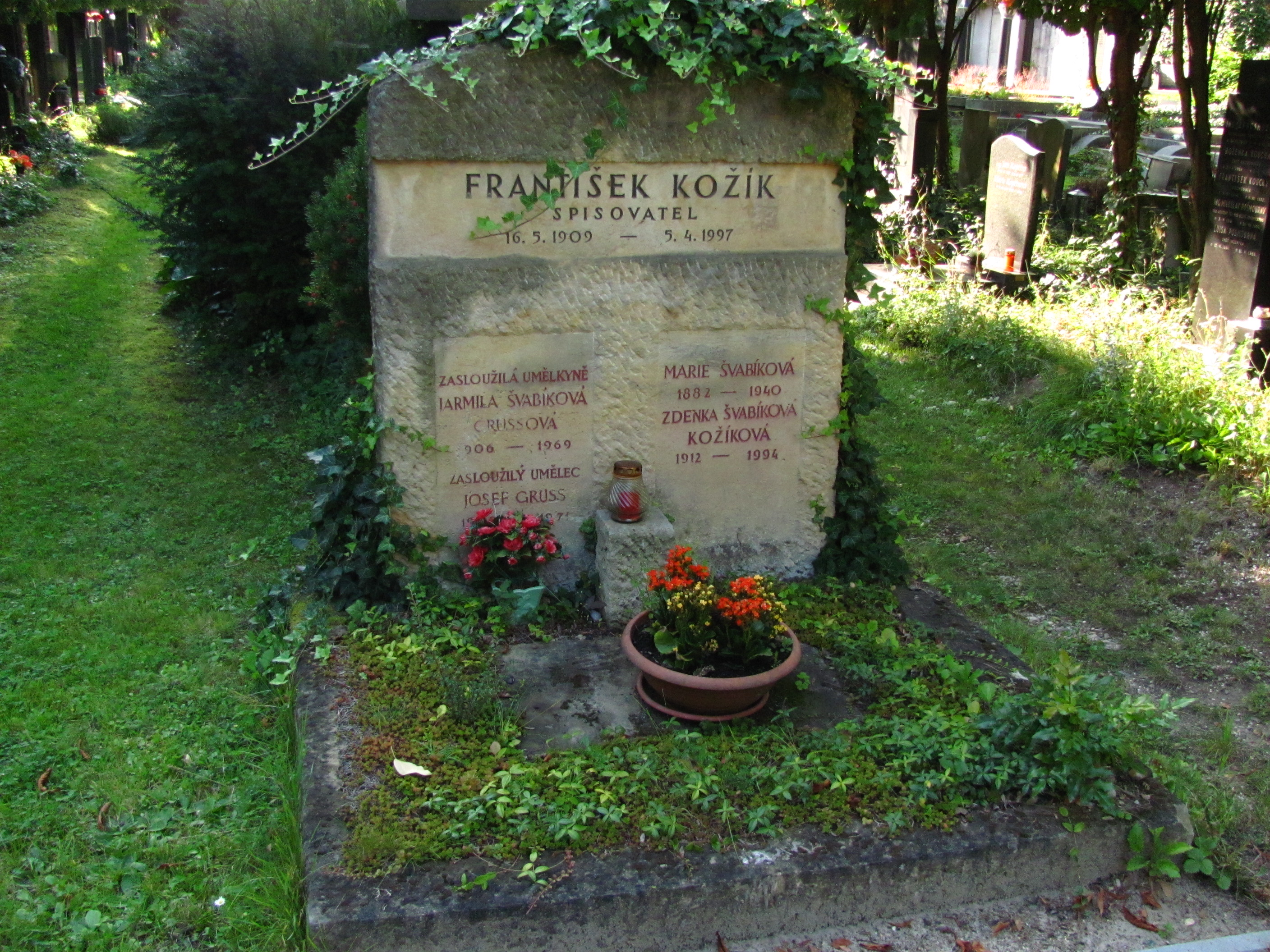
Rodinný hrob na Vinohradském hřbitově v Praze

Zdeňka Švabíková (28. června 1912 Uherský Brod – 27. června 1994 Praha) byla česká herečka, první manželka spisovatele Františka Kožíka (za něhož se provdala v roce 1938), účinkující v Brně v rozhlasovém vysílání Verda Stacio v esperantu . Byla sestrou herečky Jarmily Švabíkové, provdané za herce Josefa Grusse.
Před druhou světovou válkou byla členkou souboru Zemského divadla v Brně. Na jevišti zde bývala často partnerkou Karla Högera . Vystupovala rovněž v brněnském rozhlase.
Její dcerou je Alena Kožíková, dlouholetá dramaturgyně Městských divadel pražských a Vinohradského divadla, překladatelka a teatroložka.

## Divadelní role, výběr
- 1934 Julius Zeyer: Radúz a Mahulena, Mahulena, Zemské divadlo Brno
- 1939 Alfred de Musset: Se srdcem divno hrát, Camilla, Zemské divadlo Brno, režie Václav Jiřikovský